# Гонорівка (колонія)
Гонорівка (рос. Гоноровка, пол. Honorówka) — колишня колонія у Гоноринській сільській раді Барашівського району Волинської округи Української СРР.

## Населення
Наприкінці 19 століття в поселенні налічувалося 70 мешканців, дворів — 13, у 1906 році — 92 мешканці, дворів — 19, у 1923 році — 135 мешканців, дворів — 25.

## Історія
Наприкінці 19 століття — колонія Барашівської волості Житомирського повіту Волинської губернії. Лежало за 74 версти від Житомира.
У 1906 році — слобода Барашівської волості (1-го стану) Житомирського повіту Волинської губернії. Відстань до повітового центру м. Житомир становила 74 версти, до волосного центру с. Бараші — 15 верст. Поштове відділення — містечко Горошки.
У 1923 році включена до складу новоствореної Зеленицької сільської ради, яка 7 березня 1923 року увійшла до складу новоутвореного Барашівського району Коростенської округи. Розміщувалася за 9 верст від районного центру с. Бараші та за 3 версти від центру сільської ради, слободи Зелениця. 8 вересня 1925 року підпорядкована новоутвореній Гоноринській сільській раді Барашівського району.
Виключена з обліку населених пунктів до 1 жовтня 1941 року.